# Hankai járás
A Hankai járás (oroszul Ханка́́йский райо́н) Oroszország egyik járása a Tengermelléki határterületen. Székhelye Kameny-Ribolov.

## Népesség
- 1989-ben 31 122 lakosa volt.
- 2002-ben 28 939 lakosa volt.
- 2010-ben 24 666 lakosa volt.